# Saviniemi
El Saviniemen Jalkapallostadion (en español: Estadio de fútbol Saviniemi), KSOY Stadion por razones de patrocinio, y anteriormente llamado Kymenlaakson Sähkö Stadion, es un estadio multiusos ubicado en el distrito de Anjalankoski, de la ciudad de Kouvola, Finlandia. El estadio fue inaugurado en 1995 y posee una capacidad para 4,167 espectadores. Es utilizado principalmente para el fútbol y es el campo del club Myllykosken Pallo-47 (MyPa), que disputa la Veikkausliiga, la máxima categoría del fútbol finlandés.
El estadio ha albergado varios partidos de clasificación de la Europa League, incluidos tres del torneo 2010-11 cuando MyPa fue eliminado en la tercera ronda de clasificación por el club rumano Politehnica Timișoara .
El récord de audiencia del estadio es de 5.200 espectadores, esta fue la asistencia al partido de la Recopa de Europa 1996-97 entre MYPa y Liverpool el 12 de octubre de 1996, con resultado 0–1 para el conjunto Inglés.
En partidos nacionales, el récord de asistencia es de 4.395 espectadores en el partido MYPA - Tampere United de 2005, donde MYPA consiguió su primer campeonato finlandés al ganar ese partido por 3-0.

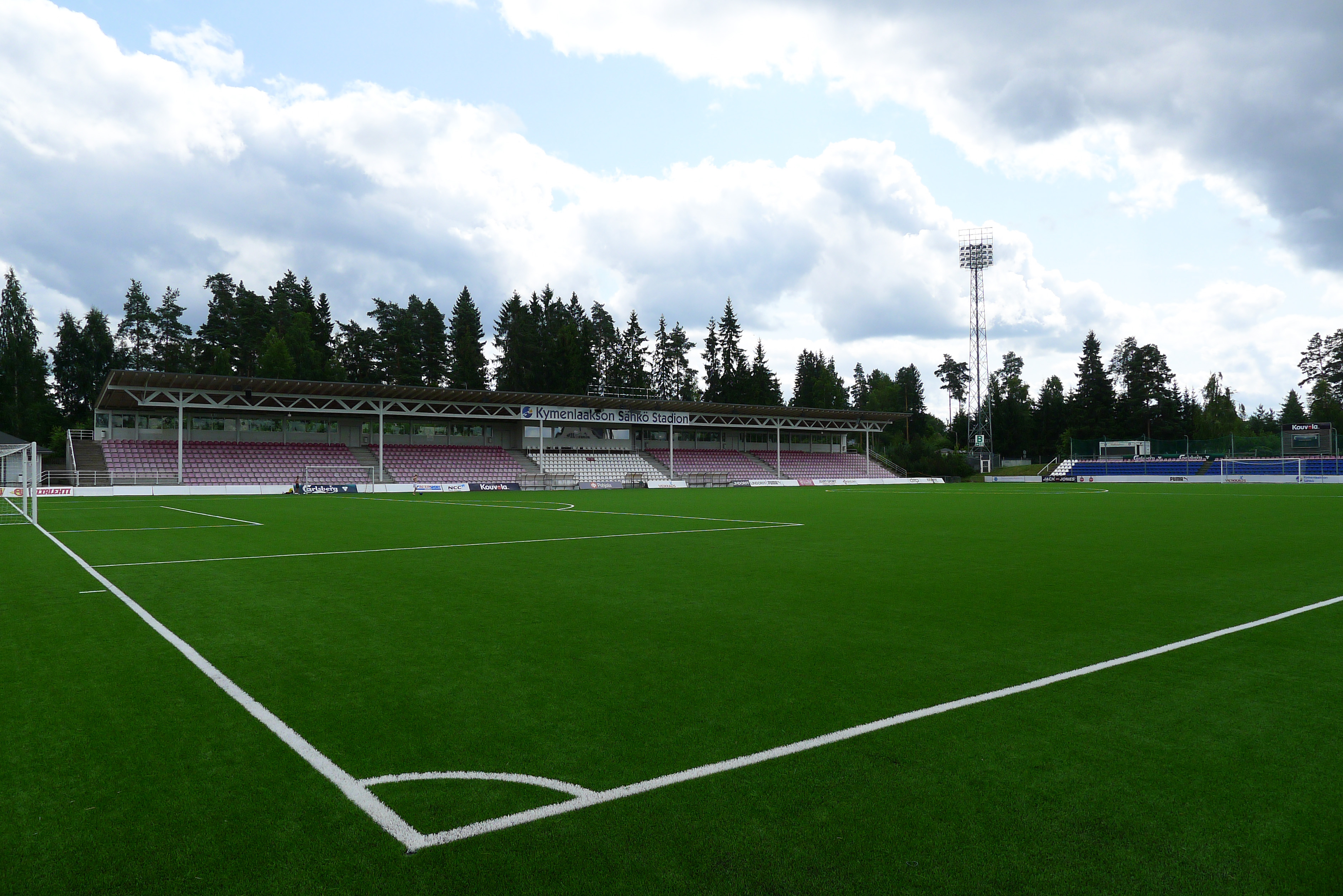